# 草花透孔螺
草花透孔螺（学名：Diodora suprapunicea）是裂螺科天蓋螺亞科天蓋螺屬的一种。

## 型態特徵
殼長橢圓之笠形，質厚，殼頂有一孔，形狀如殼形，殼頂高。殼表有放射肋及成長紋交織成網目狀，紅褐色及白色放射帶交錯。殼內白色弱真珠質，中央殼孔周為紅褐色，周緣為白色和紅褐色交錯的缺刻。

## 分佈
主要分布于中国大陆、台湾的台北縣、綠島、屏東縣東港與海口、澎湖群島及金門地區的金寧、金城、烈嶼等地，常栖息在潮间带岩礁区。

## 外部連結
- 維基物種上的相關：草花透孔螺